# Tillandsia heptantha
Espèce
Classification phylogénétique
Tillandsia heptantha Ruiz & Pav. est une espèce de plantes à fleurs de la famille des Bromeliaceae.
L'épithète heptantha signifie « à sept fleurs » et se rapporte à l'aspect habituel de l'inflorescence.

## Protologue et Type nomenclatural
Tillandsia heptantha Ruiz & Pav., Fl. Peruv. 3: 41, n° 6 (1802)
Diagnose originale :
« T. spica septemflora disticha, petalis albis apice violaceis, foliis ensiformi-subulatis acutissimis. »
Type : ? (aucun spécimen n'est cité dans le protologue et aucune illustration n'y est jointe. Pas d'information trouvée à propos d'un éventuel lectotype).

## Synonymie
(aucune)

## Écologie et habitat
- Biotype : plante vivace herbacée.
- Habitat : ?
- Altitude : ?

## Distribution
- Amérique du sud :
  -  Pérou
    - Tarma[1]
    - Huánuco[1]